# Appleby Jazz Festival
L'Appleby Jazz Festival è stato un festival jazz che si svolgeva annualmente ad Appleby-in-Westmorland, organizzato da Neil Ferber: la prima edizione fu nel 1989 con un concerto dello Stan Tracey Quartet  e l'ultima nel 2007. 

## Storia
La sede della prima edizione del festival fu al piano terra di Bongate Mill, dove Neil Ferber viveva, con un concerto dello Stan Tracey Quartet. La seconda edizione fu di nuovo al Bongate Mill nel maggio 1990, con le esibizioni di Don Weller e Bryan Spring. A causa di alcune difficoltà sulle licenze necessarie per organizzare eventi pubblici, la sede del festival successivo fu presso il Castello di Appleby, con una esibizione dello Stan Tracey Octet.
A causa del crescente numero di visitatori, negli anni successivi la sede del festival fu spostata lungo le rive del fiume Eden, utilizzando la chiesa sconsacrata di St. Michael per piccoli concerti registrati nella serie Free Zone Appleby.  Il genere principale era l'improvvisazione jazz, con musicisti come Alan Barnes, David Newton, Stan Tracey, Peter King e Evan Parker. 

## Discografia
- Free Zone Appleby (Appleby Jazz Festival 2002-2007) [6]
- The 3 Tenors at the Appleby Jazz Festival di Mornington Lockett, Art Themen, Don Weller [8]
- Not the Last Waltz di The Gordon Beck Trio (Appleby Jazz Festival 2003) [9]
- Stan Tracey Orchestra at the Appleby Jazz Festival di Stan Tracey Orchestra (Appleby Jazz Festival 2004, 2006) [10]
- The Last Time I Saw You di Stan Tracey Trio feat. Peter King (Appleby Jazz Festival 2004) [11]
- Appleby Blues di The Gordon Beck Trio (Appleby Jazz Festival 2005) [12]
- When the Sun Comes Out di Bobby Wellins (Appleby Jazz Festival 2005) [13]
- Live at Appleby Jazz Festival di John Donaldson e Mark Edwards (Appleby Jazz Festival 2005) [14]
- Dancing in the Dark di Tony Coe e John Horler (Appleby Jazz Festival 2007) [15]
- Live in Appleby di Lydian Sound Orchestra (Appleby Jazz Festival 2007) [16]